# John V. Löfgren & Co

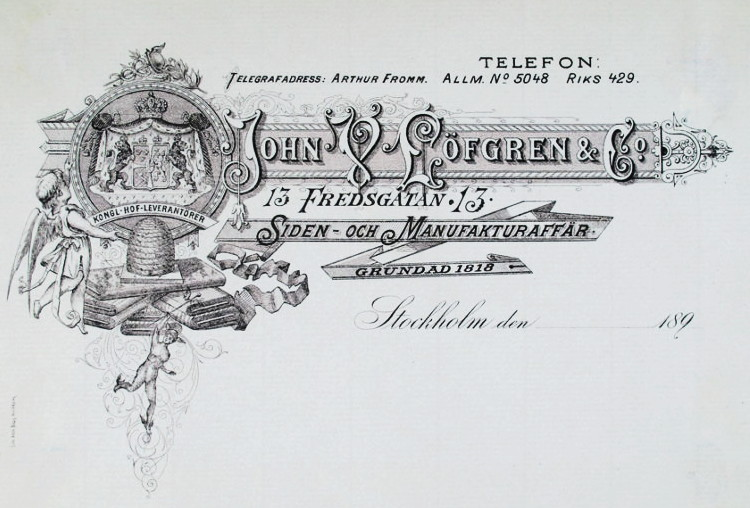
Firmans brevhuvud 1890-tal.

John V. Löfgren & Co var en exklusiv tygfirma, främst siden- och sammetstyger, som hade sina lokaler i det så kallade Kumlienska huset vid Fredsgatan 3 (ursprungligen 13) på Norrmalm i centrala Stockholm. Firman fanns mellan 1818 och början av 1970-talet under samma adress.

## Historik

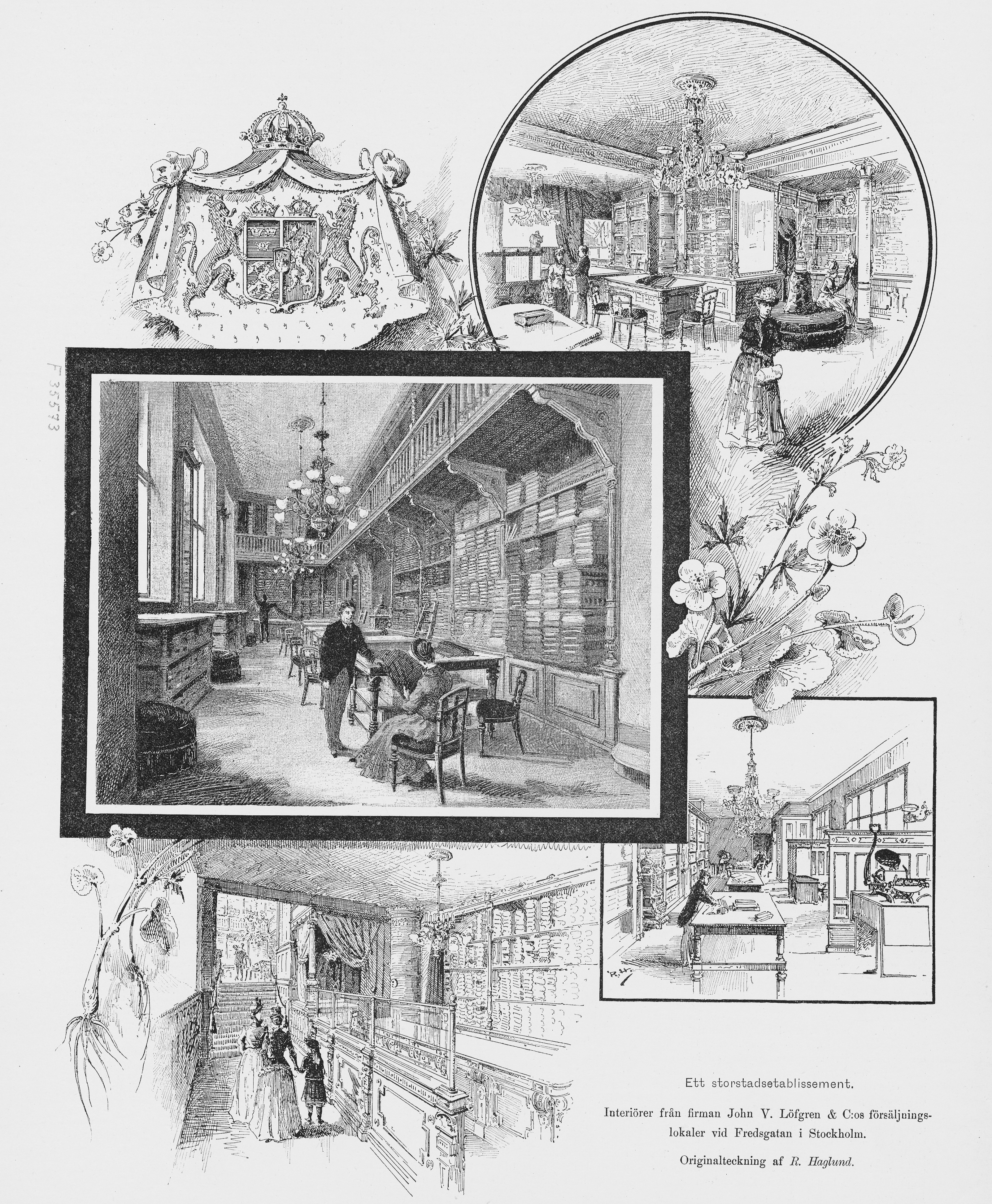
Interiör, 1890-tal.

Föregångaren till John V. Löfgren & Co öppnades 1818 på Fredsgatan 13 av sidenkramhandlaren Johan Broberg som var välkänd bland den modemedvetna stockholmska damvärlden. Till en början bestod butiken av två rum. På vintern var det kallt i butiken och Broberg fick bära pälsmössa inomhus. Snart hade Broberg en fast kundkrets damer ur den övre borgarklassen som handlade siden- och sammetstyger. För att gynna de inhemska manufakturerna sålde Broberg bara svenska tyger.
År 1848 övertog John William Löfgren (1817–1899) verksamheten, firman blev aktiebolag och kallades därefter AB John V. Löfgren & Co. Löfgren var sedan 1833 anställd och till en början expedit. Verksamheten växte ständigt och på 1890-talet blev firman Kunglig hovleverantör. Till kunderna räknades bland annat Wilhelmina von Hallwyl och Johanna Kempe som inköpte tyger hos Löfgren & Co och lät sy upp dem till festklänningar. De finns bevarade på Hallwylska museet i Stockholm.
Många av husets ombyggnader genomfördes på initiativ av Löfgren & Co som expanderade kontinuerligt och anpassade och moderniserade sina försäljningslokaler till nyaste standard. Bland annat anlitades 1930 den kända danska butiksinredningsfirman Allan Christensen & Co för en större ombyggnad.
På 1940-talet förvärvades fastigheten av staten för att integreras i intilliggande Arvfurstens palats. Löfgren & Co fanns på Fredsgatan 3 fram till början av 1970-talet, då huset byggdes om och delar av Utrikesdepartementet flyttade in. Den siste direktören var Gösta M. Grevesmühl som börjat som anställd 1930, blev kamrer 1940 och VD 1954.

## Bilder

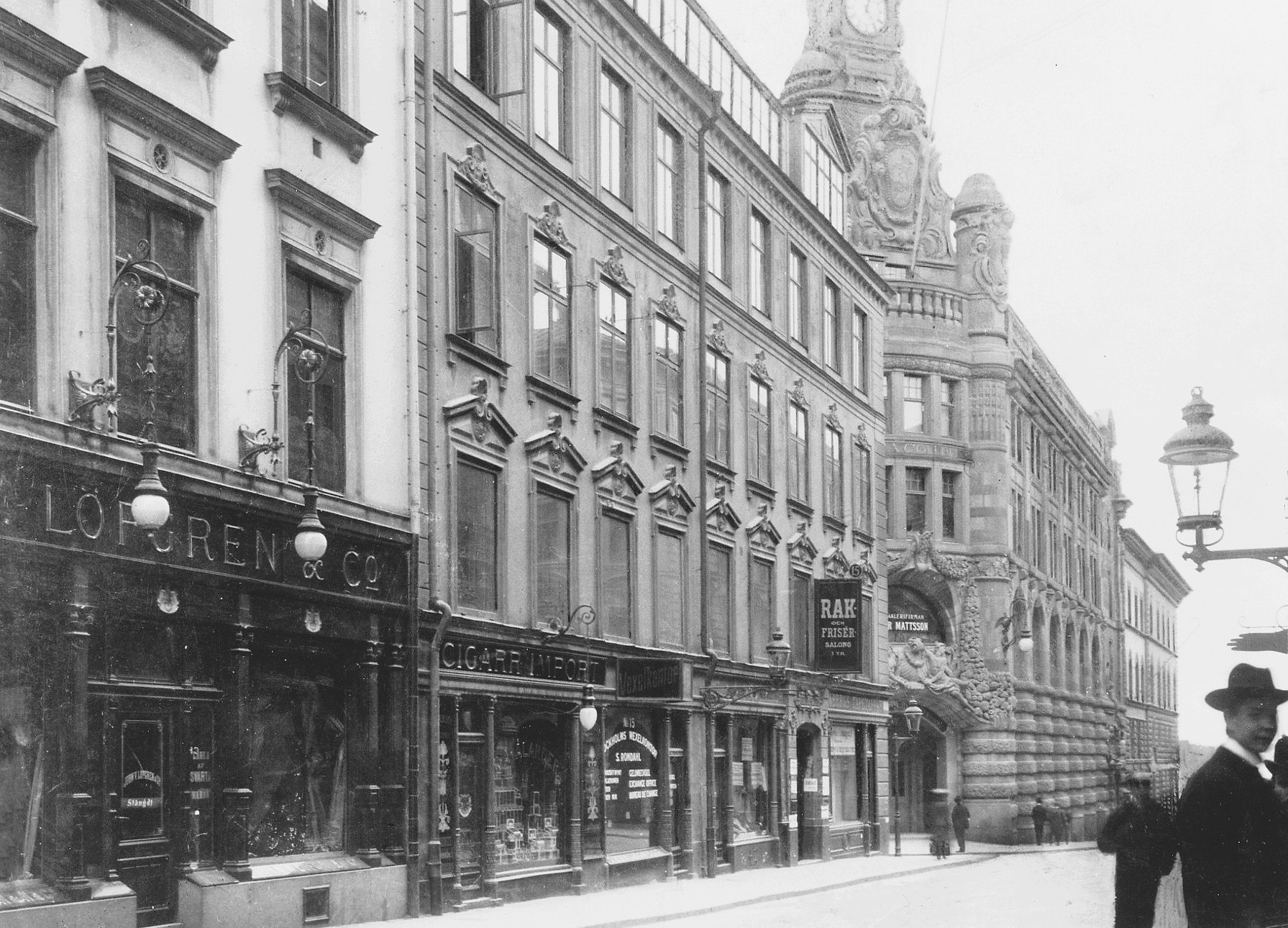
Butiken (längst till vänster) på 1930-talet.
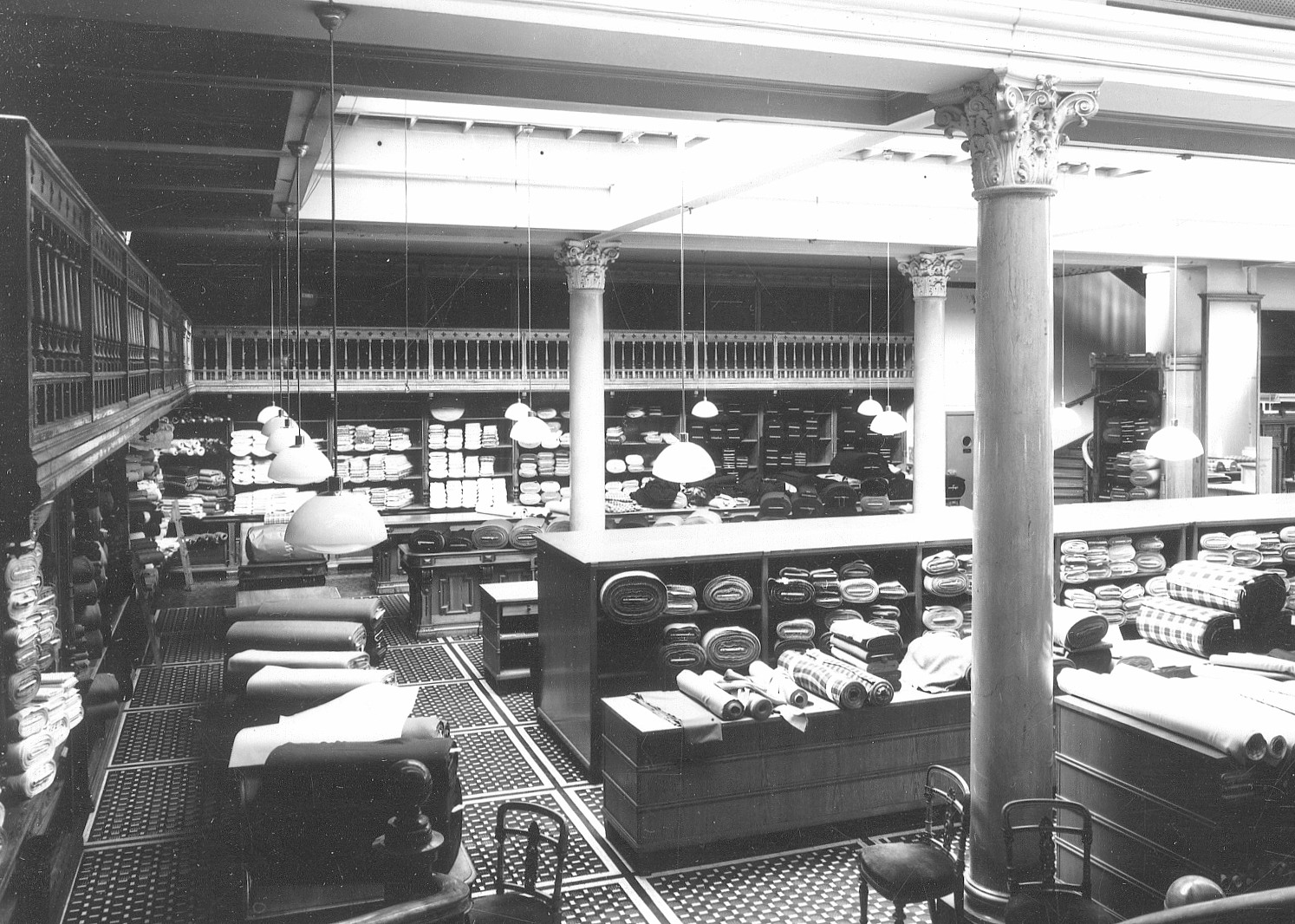
Försäljningslokalen under innergården.
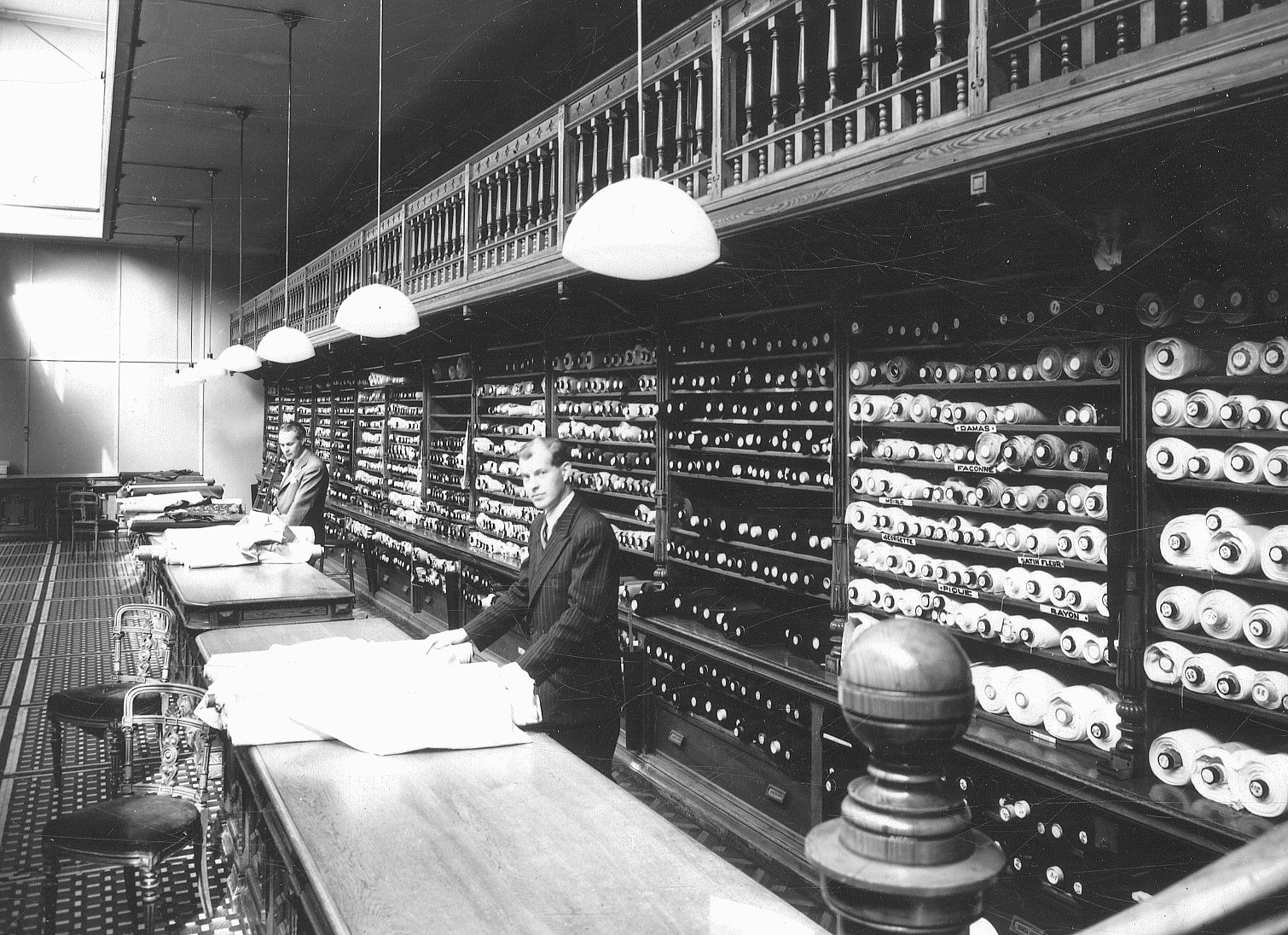
Avdelning för siden- och sammetstyger.
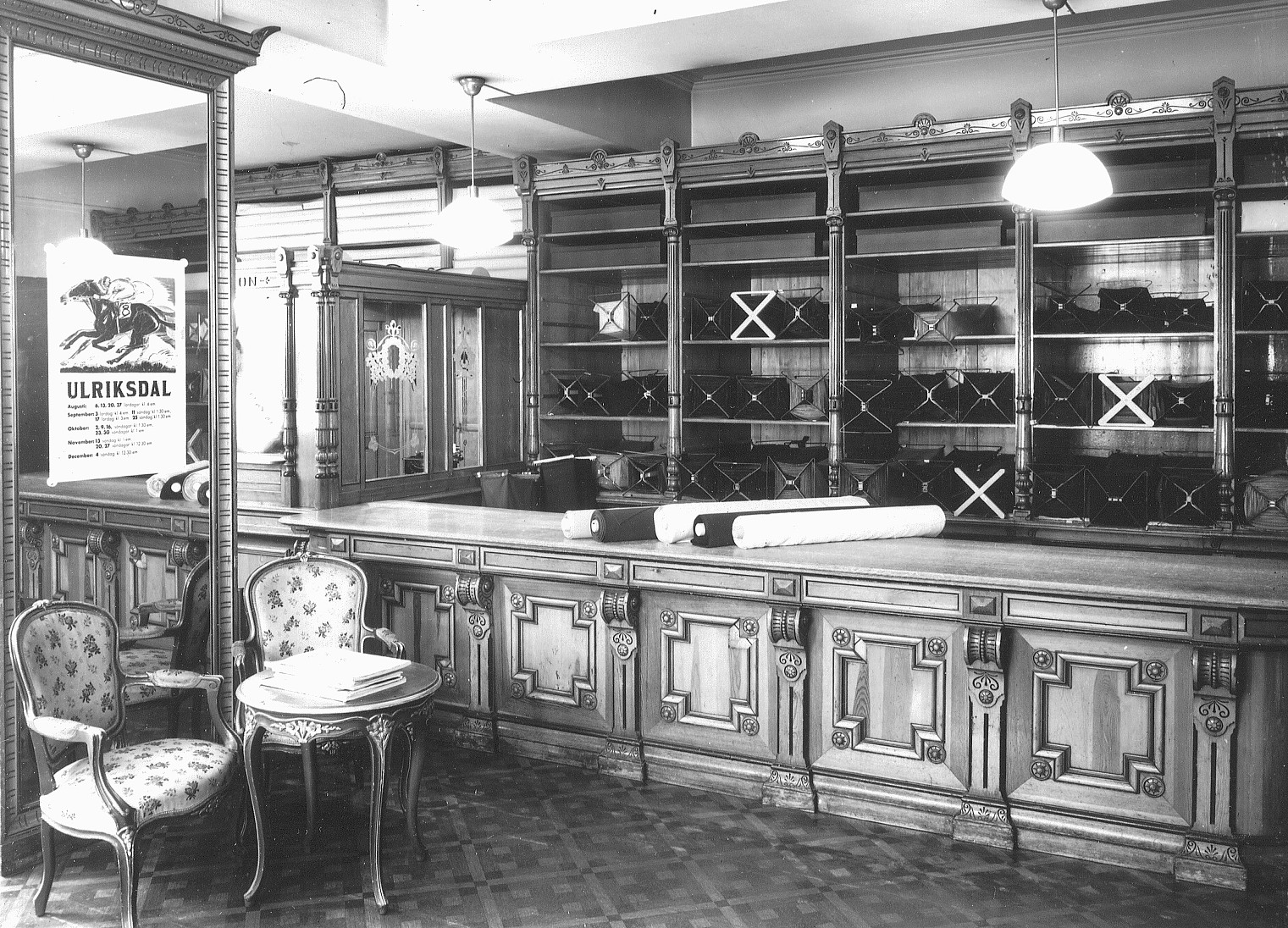
Del av butiken.
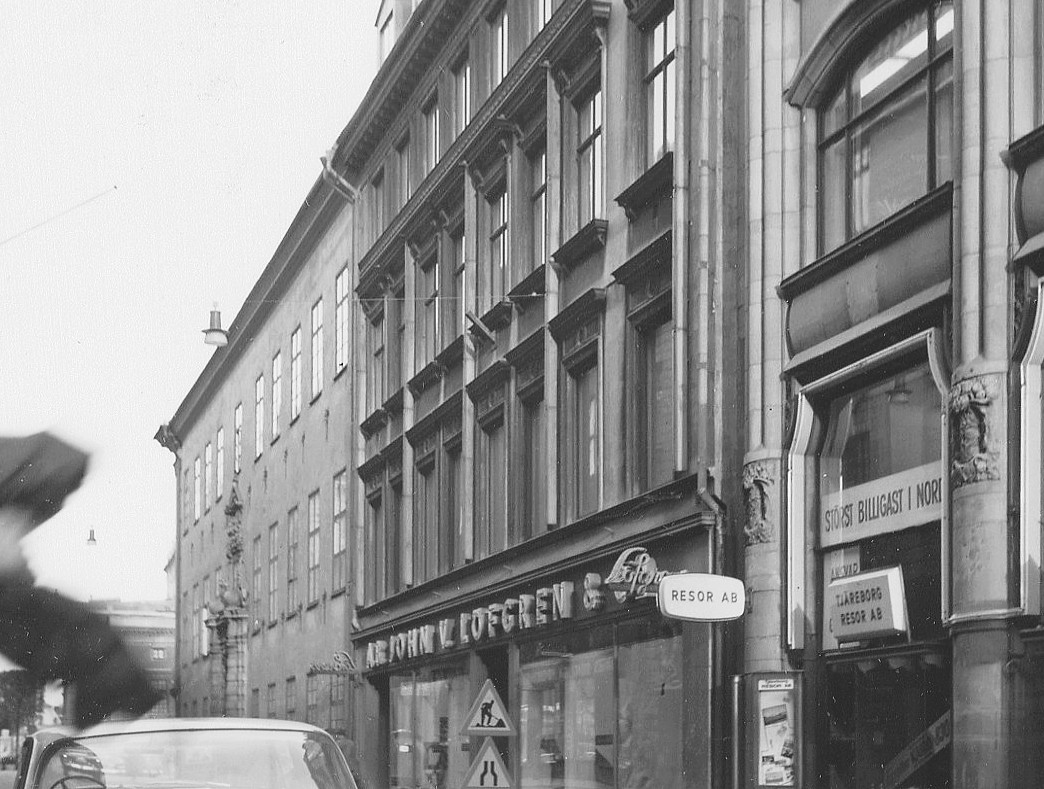
Kumlienska huset med butiken 1963.